# Paris–Nizza 2023
Die Radfernfahrt Paris–Nizza 2023 war die 81. Austragung des französischen Etappenrennens. Das Radrennen fand vom 5. bis zum 12. März im Rahmen von acht Etappen statt und war Teil der UCI WorldTour 2023.
Den Gesamtsieg sicherte sich der Slowene Tadej Pogačar (UAE Team Emirates), der auch die Punkte- und Nachwuchswertung und drei Etappen gewann. David Gaudu (Groupama-FDJ) und Jonas Vingegaard (Jumbo-Visma) komplettierten das Podium mit Rückständen von 53 Sekunden bzw. einer Minute und 39 Sekunden. In der Bergwertung setzte sich Jonas Gregaard (Uno-X Pro Cycling Team) durch während das Team Jayco AlUla die Mannschaftswertung sicherte.
Aufgrund des starken Windes musste die sechste Etappe abgesagt werden.

## Streckenführung
Insgesamt mussten die Fahrer auf den acht Etappen 1201,1 Kilometer zurücklegen. Es standen zwei flache, drei hüglige, zwei Bergetappen sowie ein Mannschaftszeitfahren auf dem Programm. Mit dem höchsten Punkt der Fernfahrt, dem Col de la Couillole (1678 m) und La Loge des Gardes fanden zwei Bergankünfte statt. Die Strecke führte zunächst vom Großraum Paris über Fontainebleau in Richtung Süden. Am Ufer der Loire wurde in Dampierre-en-Burly ein Einzelzeitfahren abgehalten, ehe es über das Zentralmassiv und entlang der Rhone in Richtung Mittelmeer ging. Die letzten beiden Etappen wurden in den Seealpen rund um Nizza ausgetragen.
| Etappe    | Datum    | Etappenorte                                            | type                 | Länge (km) | Höhenmeter (m) | Etappensieger      | Gesamtführender     |
| --------- | -------- | ------------------------------------------------------ | -------------------- | ---------- | -------------- | ------------------ | ------------------- |
| 1. Etappe | 5. Mär.  | La Verrière – La Verrière                              | Hügelige Etappe      | 169,4      | 1.405 m        | Tim Merlier        | Tim Merlier         |
| 2. Etappe | 6. Mär.  | Bazainville – Fontainebleau                            | Flachetappe          | 163,7      | 815 m          | Mads Pedersen      | Mads Pedersen       |
| 3. Etappe | 7. Mär.  | Dampierre-en-Burly – Dampierre-en-Burly                | Teamzeitfahren       | 32,2       | 146 m          | Jumbo-Visma        | Magnus Cort Nielsen |
| 4. Etappe | 8. Mär.  | Saint-Amand-Montrond – La Loge des Gardes              | Mittelschwere Etappe | 164,7      | 2.470 m        | Tadej Pogačar      | Tadej Pogačar       |
| 5. Etappe | 9. Mär.  | Saint-Symphorien-sur-Coise – Saint-Paul-Trois-Châteaux | Hügelige Etappe      | 212,4      | 1.958 m        | Olav Kooij         | Tadej Pogačar       |
| 6. Etappe | 10. Mär. | Tourves – La Colle-sur-Loup                            | Hügelige Etappe      | 197,4      | 1.216 m        | Abbruch der Etappe | Tadej Pogačar       |
| 7. Etappe | 11. Mär. | Nizza – Col de la Couillole                            | Hochgebirgsetappe    | 142,9      | 3.554 m        | Tadej Pogačar      | Tadej Pogačar       |
| 8. Etappe | 12. Mär. | Nizza – Nizza                                          | Hochgebirgsetappe    | 118,4      | 2.465 m        | Tadej Pogačar      | Tadej Pogačar       |

## Reglement
Im Rahmen der 81. Auflage wurden Trikots für die Gesamtwertung (gelb), Punktwertung (dunkelgrün), Bergwertung (weiß mit roten Punkten) und Nachwuchswertung (weiß) vergeben. Zusätzlich gab es eine Teamwertung (gelbe Rückennummer) und eine Auszeichnung des aktivsten Fahrers (braune Rückennummer). Der aktivste Fahrer wurde von einer Jury nach jeder Etappe gewählt. Für die Teamwertung wurden die Zeiten der drei besten Fahrer pro Etappe zusammengezählt. Während den Etappen gab es die Möglichkeit, Zeitbonifikationen zu gewinnen, um sich in der Gesamtwertung zu verbessern. Die Vergabe der Sekunden sowie der Punkte für die Punkte- und Bergwertung wird in der folgenden Tabelle erklärt.
|                 |                | 1. | 2. | 3. | 4. | 5. | 6. | 7. | 8. | 9. | 10. | Platz    |
| Punktewertung   | Zielankunft    | 15 | 12 | 9  | 7  | 6  | 5  | 4  | 3  | 2  | 1   | Punkte   |
| Punktewertung   | Zwischensprint | 6  | 4  | 2  |    |    |    |    |    |    |     | Punkte   |
| Bergwertung     | 1. Kategorie   | 10 | 5  | 3  | 2  | 1  |    |    |    |    |     | Punkte   |
| Bergwertung     | 2. Kategorie   | 5  | 3  | 2  | 1  |    |    |    |    |    |     | Punkte   |
| Bergwertung     | 3. Kategorie   | 3  | 2  | 1  |    |    |    |    |    |    |     | Punkte   |
| Bonussekununden | Zielankunft    | 10 | 6  | 4  |    |    |    |    |    |    |     | Sekunden |
| Bonussekununden | Zwischensprint | 6  | 4  | 2  |    |    |    |    |    |    |     | Sekunden |

Eine Besonderheit war das Reglement des Mannschaftszeitfahrens der dritten Etappe: Im Gegensatz zu üblichen Mannschaftszeitfahren bei Etappenrennen wurde die Zeit des ersten Fahrers für die Tageswertung des Teams und jeweils die individuelle Zeit jeden Fahrers für die Gesamtwertung zugrunde gelegt.

## Teilnehmende Mannschaften und Fahrer
Neben den 18 UCI WorldTeams starteten 4 UCI ProTeams bei der Fernfahrt. Für jedes Team waren sieben Fahrer startberechtigt. Von den 154 Startern erreichten 117 das Ziel in Nizza.
Mit Luis Leon Sanchez (Astana Qazaqstan Team) und Maximilian Schachmann (Bora-hansgrohe) starteten zwei ehemalige Sieger der Fernfahrt bei der 81. Austragung.
Als Top-Favoriten galten Jonas Vingegaard (Jumbo-Visma) und Tadej Pogačar (UAE Team Emirates). Weiters kamen mit Simon Yates (Jayco AlUla), David Gaudu (Groupama-FDJ), Romain Bardet (DSM), Jack Haig, Gino Mäder (beide Bahrain Victorious) und Ion Izagirre (Cofidis) weitere erfahrene Rundfahrt-Spezialisten hinzu.
Mit Arnaud Démare (Groupama-FDJ), Sam Bennett (Bora-hansgrohe), Tim Merlier (Alpecin-Deceuninck), Arnaud de Lie (Lotto Dstny), Alexander Kristoff (Uno-X), Michael Matthews (Jayco AlUla), Bryan Coquard (Cofidis), Kaden Groves (Alpecin-Deceuninck), Olav Kooij (Jumbo-Visma) und David Dekker (Arkéa-Samsic) nahmen mehrere Sprinter an der Fernfahrt teil. Weiters standen auch die Klassiker-Spezialisten Mads Pedersen (Trek-Segafredo), Kasper Asgreen (Soudal Quick-Step), Christophe Laporte (Jumbo-Visma) und Søren Kragh Andersen (Alpecin-Deceuninck) am Start. Mit dem Zeitfahrweltmeister Tobias Foss (Jumbo-Visma) und Stefan Küng (Groupama-FDJ) starteten zwei weitere bekannte Fahrer bei dem Etappenrennen.
| UCI WorldTeams | UCI WorldTeams        | UCI WorldTeams | UCI WorldTeams           | UCI WorldTeams | UCI WorldTeams    | UCI ProTeams | UCI ProTeams           |
| -------------- | --------------------- | -------------- | ------------------------ | -------------- | ----------------- | ------------ | ---------------------- |
| ACT            | AG2R Citroën Team     | GFC            | Groupama-FDJ             | DSM            | Team DSM          | IPT          | Israel-Premier Tech    |
| ADC            | Alpecin-Deceuninck    | IGD            | Ineos Grenadiers         | JAY            | Team Jayco AlUla  | LDT          | Lotto Dstny            |
| AST            | Astana Qazaqstan Team | ICW            | Intermarché-Circus-Wanty | TFS            | Trek-Segafredo    | TEN          | TotalEnergies          |
| TBV            | Bahrain Victorious    | TJV            | Jumbo-Visma              | UAD            | UAE Team Emirates | UXT          | Uno-X Pro Cycling Team |
| BOH            | Bora-Hansgrohe        | MOV            | Movistar Team            |                |                   |              |                        |
| COF            | Cofidis               | SOQ            | Soudal Quick-Step        |                |                   |              |                        |
| EFE            | EF Education-EasyPost | ARK            | Team Arkéa-Samsic        |                |                   |              |                        |

## Rennverlauf und Ergebnisse
Die erste Etappe endete in einem Massensprint in dem sich der Belgier Tim Merlier (Soudal Quick-Step) vor Sam Bennett (Bora-hansgrohe) und Mads Pedersen (Trek-Segafredo) durchsetzte. Kurz vor dem Ziel sicherte sich Tadej Pogačar (UAE Team Emirates) beim Zwischensprint sechs Bonussekunden, während Jonas Vingegaard (Jumbo-Visma) im Kampf um die Zeitbonifikationen nur den vierten Platz belegte. Die zweite Etappe gewann der Däne Mads Pedersen im Fotofinish vor Olav Kooij (Jumbo-Visma) und übernahm zugleich die Gesamtführung. In der Gesamtwertung führte er nun zwei Sekunden vor Tadej Pogačar der erneut sechs Sekunden an Zeitbonifikation holte.
Im Mannschaftszeitfahren der dritten Etappe setzte sich die Jumbo-Visma Mannschaft knapp vor dem EF Education-EasyPost Team durch. Magnus Cort Nielsen (EF Education-EasyPost) überquerte den Zielstrich als erster Fahrer seiner Mannschaft und übernahm aufgrund der Zeitbonifikationen, die er auf der vorangegangenen Etappe geholt hatte das Gelbe Trikot. In der Gesamtwertung lag der Däne nun eine Sekunde vor Nathan Van Hooydonck (Jumbo-Visma) und drei Sekunden vor Michael Matthews (Jayco AlUla), dessen Mannschaft die Strecke in der drittschnellsten Zeit absolviert hatte. Jonas Vingegaard wies als Gesamtfünfter ebenfalls einen Rückstand von drei Sekunden auf und machte 23 Sekunden auf Tadej Pogačar gut. Simon Yates (Jayco AlUla), Tadej Pogačar (UAE Team Emirates) und David Gaudu (Groupama-FDJ) lagen in der Gesamtwertung nur vier, elf und zwölf Sekunden hinter dem Tour-de-France-Sieger von 2022. Die weiteren Mitfavoriten wie Jack Haig, Gino Mäder (beide Bahrain Victorious), Romain Bardet (DSM) und Daniel Felipe Martínez (Ineos Grenadiers) lagen bereits rund eine Minute zurück.
Die vierte Etappe ging mit der ersten Bergankunft der Fernfahrt zu Ende. Nachdem der Gesamtführende Magnus Cort Nielsen zu Beginn des Schlussanstiegs zurückgefallen war, eröffnete Jonas Vingegaard mit einem Angriff rund vier Kilometer vor dem Ziel das Finale. Der Däne setzte sich zunächst mit Tadej Pogačar von den restlichen Fahrern ab, ehe das Tempo der beiden abfiel und David Gaudu einen Konter lancierte. Tadej Pogačar folgte dem Franzosen und gewann die Etappe im Zielsprint, während Jonas Vingegaard nicht zu den beiden aufschließen konnte und 43 Sekunden verlor. Tadej Pogačar übernahm das Gelbe Trikot und führte nun zehn Sekunden vor David Gaudu und 44 Sekunden vor Jonas Vingegaard. Mit Simon Yates lag nur ein weiterer Fahrer weniger als eine Minute zurück.
Auf der fünften und längsten Etappe setzte sich Olav Kooij im Sprint vor Mads Pedersen und Tim Merlier durch. David Gaudu sicherte sich nach der Vorarbeit seines Teamkollegen Arnaud Démare (Groupama-FDJ) sechs Bonussekunden beim Zwischensprint und holte so vier Sekunden in der Gesamtwertung auf Tadej Pogačar auf, der als drittplatzierter zwei Sekunden gutgeschrieben bekam. David Gaudu hatte nun als erster Verfolger einen Rückstand von sechs Sekunden auf das Gelbe Trikot. Die sechste Etappe zwischen Tourves und La Colle-sur-Loup musste aufgrund des starken Windes abgesagt werden, der entlang der Strecke zahlreiche Bäume umstürzen ließ. Die Rennleitung wollte zunächst eine verkürzte Strecke befahren, musste schlussendlich die Etappe jedoch ganz streichen.
Die siebte Etappe ging mit einer Bergankunft am Col de la Couillole (1678 m) zu Ende, der für rund 15 Kilometer mit etwa 7 % bergauf führte. Der Gesamtführende Tadej Pogačar griff rund sechs Kilometer vor dem Ziel an und konnte sich von den anderen Favoriten lösen, ehe er zwei Kilometer später von David Gaudu und Jonas Vingegaard eingeholt wurde. David Gaudu lancierte ebenfalls eine Attacke, konnte sich jedoch nicht entscheidend absetzten und so triumphierte Tadej Pogačar im Sprint vor dem Franzosen und Jonas Vingegaard, wobei kleine Lücken zwischen den drei Spitzenreitern aufgingen. Tadej Pogačar baute seine Gesamtführung erneut auf 12 Sekunden aus, während Jonas Vingegaard nun bereits 58 Sekunden zurücklag.
Die abschließende achte Etappe führte erneut durchs hügelige Hinterland von Nizza, wo das Hauptfeld bereits in der ersten Rennhälfte stark reduziert wurde. Die Mannschaften Groupama-FDJ, Jumbo-Visma und Jayco AlUla positionierten jeweils einen Fahrer in der Ausreißergruppe, die gegebenen Falls als Helfer für die Kapitäne in der späten Rennphase dienen konnten. Das UAE Team Emirates um den Gesamtführenden Tadej Pogačar holte diese jedoch kurz nach dem vorletzten Anstieg des Tages, der Côte de Peille (653 m) ein und so erreichte ein reduziertes Fahrerfeld von rund 20 Fahrern die Schlusssteigung des Col d Eze (490 m). Zunächst erhöhte Simon Yates das Tempo, ehe Tadej Pogačar Angriff und die restlichen 19 Kilometer allein absolvierte. Er erreichte das Ziel auf der Promenade des Anglais mit einem Vorsprung von 33 Sekunden und fixierte somit seinen Gesamtsieg. Platz zwei ging an Jonas Vingegaard, der sich im Zielsprint vor David Gaudu und Simon Yates durchsetzte. Schlussendlich gewann Tadej Pogačar die Fernfahrt mit einem Vorsprung von 53 Sekunden auf David Gaudu. Jonas Vingegaard wies als Gesamtdritter einen Rückstand von einer Minute und 39 Sekunden auf.
Etappe 1: La Verrière – La Verrière (169,4 km)
Als Start- und Zielort der ersten Etappe diente der Pariser Vorort La Verrière. Der Start erfolgte beim Étang des Noés, ehe die Fahrer auf einem kurvenreichen Parcours über Cernay-la-Ville, Auffargis, La Celle-les-Bordes und Saint-Rémy-lès-Chevreuse zur Côte de Milon-la-Chapelle (160 m) gelangten. Diese Bergwertung der 3. Kategorie wurde nach 59,9 gefahrenen Kilometern das erste Mal überquert und wies auf einer Länge von 500 Metern eine durchschnittliche Steigung von 12 % auf. Im Anschluss ging es über Dampierre-en-Yvelines und die Côte des Dix-Sept Tournants (172 m) zurück nach La Verrière, wo die Ziellinie beim Kilometer 79,7 das erste Mal überquert wurde. Danach wurde die Runde ein zweites Mal absolviert, wobei erneut eine Bergwertung der 3. Kategorie auf der Côte de Milon-la-Chapelle (Kilometer 149,2) abgenommen wurde. Zudem wurde auf der Kuppe der Côte des Dix-Sept Tournants rund sechs Kilometer vor dem Ziel ein Zwischensprint ausgefahren. Neben den zwei Bergwertungen umfasste die Etappe zahlreiche weitere kurze Anstiege.
| \| Etappenergebnis \| Etappenergebnis \| Etappenergebnis \| Etappenergebnis \| Etappenergebnis \| \| Fahrer \| Fahrer \| Land \| Team \| Zeit \| \| --------------- \| ------------------- \| --------------- \| ------------------ \| --------------- \| \| 1. \| Tim Merlier \| Belgien \| Soudal Quick-Step \| 3 h 50 min 52 s \| \| 2. \| Sam Bennett \| Irland \| Bora-Hansgrohe \| + 0 s \| \| 3. \| Mads Pedersen \| Dänemark \| Trek-Segafredo \| + 0 s \| \| 4. \| Olav Kooij \| Niederlande \| Jumbo-Visma \| + 0 s \| \| 5. \| Arnaud De Lie \| Belgien \| Lotto Dstny \| + 0 s \| \| 6. \| Michael Matthews \| Australien \| Team Jayco AlUla \| + 0 s \| \| 7. \| Bryan Coquard \| Frankreich \| Cofidis \| + 0 s \| \| 8. \| Iván García Cortina \| Spanien \| Movistar Team \| + 0 s \| \| 9. \| Kaden Groves \| Australien \| Alpecin-Deceuninck \| + 0 s \| \| 10. \| Arnaud Démare \| Frankreich \| Groupama-FDJ \| + 0 s \| |                     |             |                    |                 |
| |                     |             |                    |                 |
| Quelle: ProCyclingStats |                     |             |                    |                 |
| Etappenergebnis |                     |             |                    |                 |
| Fahrer | Fahrer              | Land        | Team               | Zeit            |
| 1. | Tim Merlier         | Belgien     | Soudal Quick-Step  | 3 h 50 min 52 s |
| 2. | Sam Bennett         | Irland      | Bora-Hansgrohe     | + 0 s           |
| 3. | Mads Pedersen       | Dänemark    | Trek-Segafredo     | + 0 s           |
| 4. | Olav Kooij          | Niederlande | Jumbo-Visma        | + 0 s           |
| 5. | Arnaud De Lie       | Belgien     | Lotto Dstny        | + 0 s           |
| 6. | Michael Matthews    | Australien  | Team Jayco AlUla   | + 0 s           |
| 7. | Bryan Coquard       | Frankreich  | Cofidis            | + 0 s           |
| 8. | Iván García Cortina | Spanien     | Movistar Team      | + 0 s           |
| 9. | Kaden Groves        | Australien  | Alpecin-Deceuninck | + 0 s           |
| 10. | Arnaud Démare       | Frankreich  | Groupama-FDJ       | + 0 s           |

| \| Gesamtwertung \| Gesamtwertung \| Gesamtwertung \| Gesamtwertung \| Gesamtwertung \| \| Fahrer \| Fahrer \| Land \| Team \| Zeit \| \| ------------- \| ---------------- \| ------------- \| ----------------- \| --------------- \| \| 1. \| Tim Merlier \| Belgien \| Soudal Quick-Step \| 3 h 50 min 52 s \| \| 2. \| Sam Bennett \| Irland \| Bora-Hansgrohe \| + 4 s \| \| 3. \| Tadej Pogačar \| Slowenien \| UAE Team Emirates \| + 4 s \| \| 4. \| Mads Pedersen \| Dänemark \| Trek-Segafredo \| + 6 s \| \| 5. \| Pierre Latour \| Frankreich \| TotalEnergies \| + 6 s \| \| 6. \| Dorian Godon \| Frankreich \| AG2R Citroën Team \| + 8 s \| \| 7. \| Olav Kooij \| Niederlande \| Jumbo-Visma \| + 10 s \| \| 8. \| Arnaud De Lie \| Belgien \| Lotto Dstny \| + 10 s \| \| 9. \| Michael Matthews \| Australien \| Team Jayco AlUla \| + 10 s \| \| 10. \| Bryan Coquard \| Frankreich \| Cofidis \| + 10 s \| |                  |             |                   |                 |
| |                  |             |                   |                 |
| Quelle: ProCyclingStats |                  |             |                   |                 |
| Gesamtwertung |                  |             |                   |                 |
| Fahrer | Fahrer           | Land        | Team              | Zeit            |
| 1. | Tim Merlier      | Belgien     | Soudal Quick-Step | 3 h 50 min 52 s |
| 2. | Sam Bennett      | Irland      | Bora-Hansgrohe    | + 4 s           |
| 3. | Tadej Pogačar    | Slowenien   | UAE Team Emirates | + 4 s           |
| 4. | Mads Pedersen    | Dänemark    | Trek-Segafredo    | + 6 s           |
| 5. | Pierre Latour    | Frankreich  | TotalEnergies     | + 6 s           |
| 6. | Dorian Godon     | Frankreich  | AG2R Citroën Team | + 8 s           |
| 7. | Olav Kooij       | Niederlande | Jumbo-Visma       | + 10 s          |
| 8. | Arnaud De Lie    | Belgien     | Lotto Dstny       | + 10 s          |
| 9. | Michael Matthews | Australien  | Team Jayco AlUla  | + 10 s          |
| 10. | Bryan Coquard    | Frankreich  | Cofidis           | + 10 s          |

Etappe 2: Bazainville – Fontainebleau (163,7 km)
Die zweite Etappe führte von Bazainville in Richtung Südosten nach Fontainebleau. Über Rambouillet führte die Strecke nach 64,7 gefahrenen Kilometern auf die Côte des Granges-le-Roi (155 m) auf der eine Bergwertung der 3. Kategorie abgenommen wurde. Anschließend führte die Strecke über Pussay und die Côte de Méréville (128 m), die ebenfalls als Bergwertung der 3. Kategorie klassifiziert war, nach Puiseaux, wo die Fahrtrichtung nach rund 130 Kilometern in Richtung Norden drehte. In La Chapelle-la-Reine wurde 12,9 Kilometer vor dem Ziel ein Zwischensprint ausgefahren, ehe es gerade aus nach Fontainebleau ging. Der Zielstich befand sich in der Nähe des Château de Fontainebleau.
| \| Etappenergebnis \| Etappenergebnis \| Etappenergebnis \| Etappenergebnis \| Etappenergebnis \| \| Fahrer \| Fahrer \| Land \| Team \| Zeit \| \| --------------- \| ------------------- \| ---------------------- \| --------------------- \| --------------- \| \| 1. \| Mads Pedersen \| Dänemark \| Trek-Segafredo \| 3 h 28 min 57 s \| \| 2. \| Olav Kooij \| Niederlande \| Jumbo-Visma \| + 0 s \| \| 3. \| Magnus Cort Nielsen \| Dänemark \| EF Education-EasyPost \| + 0 s \| \| 4. \| Daniel McLay \| Vereinigtes Königreich \| Arkéa-Samsic \| + 0 s \| \| 5. \| Lionel Taminiaux \| Belgien \| Alpecin-Deceuninck \| + 0 s \| \| 6. \| Michael Matthews \| Australien \| Team Jayco AlUla \| + 0 s \| \| 7. \| Marijn van den Berg \| Niederlande \| EF Education-EasyPost \| + 0 s \| \| 8. \| Cees Bol \| Niederlande \| Astana Qazaqstan Team \| + 0 s \| \| 9. \| Alexis Renard \| Frankreich \| Cofidis \| + 0 s \| \| 10. \| Arnaud Démare \| Frankreich \| Groupama-FDJ \| + 0 s \| |                     |                        |                       |                 |
| |                     |                        |                       |                 |
| Quelle: ProCyclingStats |                     |                        |                       |                 |
| Etappenergebnis |                     |                        |                       |                 |
| Fahrer | Fahrer              | Land                   | Team                  | Zeit            |
| 1. | Mads Pedersen       | Dänemark               | Trek-Segafredo        | 3 h 28 min 57 s |
| 2. | Olav Kooij          | Niederlande            | Jumbo-Visma           | + 0 s           |
| 3. | Magnus Cort Nielsen | Dänemark               | EF Education-EasyPost | + 0 s           |
| 4. | Daniel McLay        | Vereinigtes Königreich | Arkéa-Samsic          | + 0 s           |
| 5. | Lionel Taminiaux    | Belgien                | Alpecin-Deceuninck    | + 0 s           |
| 6. | Michael Matthews    | Australien             | Team Jayco AlUla      | + 0 s           |
| 7. | Marijn van den Berg | Niederlande            | EF Education-EasyPost | + 0 s           |
| 8. | Cees Bol            | Niederlande            | Astana Qazaqstan Team | + 0 s           |
| 9. | Alexis Renard       | Frankreich             | Cofidis               | + 0 s           |
| 10. | Arnaud Démare       | Frankreich             | Groupama-FDJ          | + 0 s           |

| \| Gesamtwertung \| Gesamtwertung \| Gesamtwertung \| Gesamtwertung \| Gesamtwertung \| \| Fahrer \| Fahrer \| Land \| Team \| Zeit \| \| ------------- \| -------------------- \| ------------- \| --------------------- \| --------------- \| \| 1. \| Mads Pedersen \| Dänemark \| Trek-Segafredo \| 7 h 19 min 35 s \| \| 2. \| Tadej Pogačar \| Slowenien \| UAE Team Emirates \| + 2 s \| \| 3. \| Tim Merlier \| Belgien \| Soudal Quick-Step \| + 4 s \| \| 4. \| Olav Kooij \| Niederlande \| Jumbo-Visma \| + 8 s \| \| 5. \| Sam Bennett \| Irland \| Bora-Hansgrohe \| + 8 s \| \| 6. \| Michael Matthews \| Australien \| Team Jayco AlUla \| + 10 s \| \| 7. \| Magnus Cort Nielsen \| Dänemark \| EF Education-EasyPost \| + 10 s \| \| 8. \| Pierre Latour \| Frankreich \| TotalEnergies \| + 10 s \| \| 9. \| Dorian Godon \| Frankreich \| AG2R Citroën Team \| + 12 s \| \| 10. \| Nathan Van Hooydonck \| Belgien \| Jumbo-Visma \| + 12 s \| |                      |             |                       |                 |
| |                      |             |                       |                 |
| Quelle: ProCyclingStats |                      |             |                       |                 |
| Gesamtwertung |                      |             |                       |                 |
| Fahrer | Fahrer               | Land        | Team                  | Zeit            |
| 1. | Mads Pedersen        | Dänemark    | Trek-Segafredo        | 7 h 19 min 35 s |
| 2. | Tadej Pogačar        | Slowenien   | UAE Team Emirates     | + 2 s           |
| 3. | Tim Merlier          | Belgien     | Soudal Quick-Step     | + 4 s           |
| 4. | Olav Kooij           | Niederlande | Jumbo-Visma           | + 8 s           |
| 5. | Sam Bennett          | Irland      | Bora-Hansgrohe        | + 8 s           |
| 6. | Michael Matthews     | Australien  | Team Jayco AlUla      | + 10 s          |
| 7. | Magnus Cort Nielsen  | Dänemark    | EF Education-EasyPost | + 10 s          |
| 8. | Pierre Latour        | Frankreich  | TotalEnergies         | + 10 s          |
| 9. | Dorian Godon         | Frankreich  | AG2R Citroën Team     | + 12 s          |
| 10. | Nathan Van Hooydonck | Belgien     | Jumbo-Visma           | + 12 s          |

Etappe 3: Dampierre-en-Burly – Dampierre-en-Burly (32,2 km)
Die dritte Etappe wurde in Form eines Mannschaftszeitfahrens um die Gemeinde Dampierre-en-Burly ausgetragen. Die flache Strecke führte vom Château de Dampierre-en-Burly über die D56 in Richtung Osten, ehe die Teams Links auf die D44 abbogen. Die breiten und geraden Straßen führten nach 16,7 gefahrenen Kilometern nach Montereau, wo die einzige Zwischenzeit genommen wurde. Auf dem Rückweg verlief die Strecke auf der D119, die über leicht welliges Terrain nach Ouzouer-sur-Loire führte. Die letzten 4,6 Kilometer führten zum Ausgangspunkt der Etappe.
| \| Etappenergebnis \| Etappenergebnis \| Etappenergebnis \| Etappenergebnis \| Etappenergebnis \| \| Fahrer \| Fahrer \| Land \| Team \| Zeit \| \| --------------- \| --------------------- \| --------------- \| --------------- \| --------------- \| \| 1. \| Jumbo-Visma \| \| \| 33 min 55 s \| \| 2. \| EF Education-EasyPost \| \| \| + 1 s \| \| 3. \| Team Jayco AlUla \| \| \| + 4 s \| \| 4. \| Groupama-FDJ \| \| \| + 14 s \| \| 5. \| UAE Team Emirates \| \| \| + 23 s \| \| 6. \| Bora-Hansgrohe \| \| \| + 25 s \| \| 7. \| Soudal Quick-Step \| \| \| + 39 s \| \| 8. \| Trek-Segafredo \| \| \| + 45 s \| \| 9. \| Bahrain Victorious \| \| \| + 47 s \| \| 10. \| Ineos Grenadiers \| \| \| + 48 s \| |                       |      |      |             |
| |                       |      |      |             |
| Quelle: ProCyclingStats |                       |      |      |             |
| Etappenergebnis |                       |      |      |             |
| Fahrer | Fahrer                | Land | Team | Zeit        |
| 1. | Jumbo-Visma           |      |      | 33 min 55 s |
| 2. | EF Education-EasyPost |      |      | + 1 s       |
| 3. | Team Jayco AlUla      |      |      | + 4 s       |
| 4. | Groupama-FDJ          |      |      | + 14 s      |
| 5. | UAE Team Emirates     |      |      | + 23 s      |
| 6. | Bora-Hansgrohe        |      |      | + 25 s      |
| 7. | Soudal Quick-Step     |      |      | + 39 s      |
| 8. | Trek-Segafredo        |      |      | + 45 s      |
| 9. | Bahrain Victorious    |      |      | + 47 s      |
| 10. | Ineos Grenadiers      |      |      | + 48 s      |

| \| Gesamtwertung \| Gesamtwertung \| Gesamtwertung \| Gesamtwertung \| Gesamtwertung \| \| Fahrer \| Fahrer \| Land \| Team \| Zeit \| \| ------------- \| -------------------- \| ---------------------- \| --------------------- \| ------------- \| \| 1. \| Magnus Cort Nielsen \| Dänemark \| EF Education-EasyPost \| \| \| 2. \| Nathan Van Hooydonck \| Belgien \| Jumbo-Visma \| + 1 s \| \| 3. \| Michael Matthews \| Australien \| Team Jayco AlUla \| + 3 s \| \| 4. \| Jan Tratnik \| Slowenien \| Jumbo-Visma \| + 3 s \| \| 5. \| Jonas Vingegaard \| Dänemark \| Jumbo-Visma \| + 3 s \| \| 6. \| Simon Yates \| Vereinigtes Königreich \| Team Jayco AlUla \| + 7 s \| \| 7. \| Neilson Powless \| Vereinigte Staaten \| EF Education-EasyPost \| + 8 s \| \| 8. \| Tobias Foss \| Norwegen \| Jumbo-Visma \| + 8 s \| \| 9. \| Kelland O’Brien \| Australien \| Team Jayco AlUla \| + 11 s \| \| 10. \| Tadej Pogačar \| Slowenien \| UAE Team Emirates \| + 14 s \| |                      |                        |                       |        |
| |                      |                        |                       |        |
| Quelle: ProCyclingStats |                      |                        |                       |        |
| Gesamtwertung |                      |                        |                       |        |
| Fahrer | Fahrer               | Land                   | Team                  | Zeit   |
| 1. | Magnus Cort Nielsen  | Dänemark               | EF Education-EasyPost |        |
| 2. | Nathan Van Hooydonck | Belgien                | Jumbo-Visma           | + 1 s  |
| 3. | Michael Matthews     | Australien             | Team Jayco AlUla      | + 3 s  |
| 4. | Jan Tratnik          | Slowenien              | Jumbo-Visma           | + 3 s  |
| 5. | Jonas Vingegaard     | Dänemark               | Jumbo-Visma           | + 3 s  |
| 6. | Simon Yates          | Vereinigtes Königreich | Team Jayco AlUla      | + 7 s  |
| 7. | Neilson Powless      | Vereinigte Staaten     | EF Education-EasyPost | + 8 s  |
| 8. | Tobias Foss          | Norwegen               | Jumbo-Visma           | + 8 s  |
| 9. | Kelland O’Brien      | Australien             | Team Jayco AlUla      | + 11 s |
| 10. | Tadej Pogačar        | Slowenien              | UAE Team Emirates     | + 14 s |

Etappe 4: Saint-Amand-Montrond – La Loge des Gardes (164,7 km)
Die vierte Etappe führte von Saint-Amand-Montrond nach La Loge des Gardes (1077 m), wo die erste kleine Bergankunft stattfand. Die ersten 100 Kilometer führten auf flachen Straßen über Cérilly und Saint-Pourçain-sur-Sioule nach Vichy. Nun erreichten die Fahrer das Zentralmassiv (Monts de la Madeleine) und nahmen kurz darauf mit der Côte du Vernet (410 m) eine Bergwertung der 3. Kategorie in Angriff. Im Anschluss folgte ein kurzer nicht-kategorisierter Anstieg, ehe nach 137,5 Kilometern die Côte de Cheval Rigon (594 m) erreicht wurde. Diese war ebenfalls als Bergwertung der 3. Kategorie klassifiziert und wies auf einer Länge von 5,7 Kilometern eine durchschnittliche Steigung von 3,9 % auf. Nach einem kurzen Flachstück führte die Strecke weiter bergauf zum Col du Beaulouis (822 m), wo 15,4 Kilometer vor dem Ziel ein Zwischensprint ausgefahren wurde. Über Laprugne ging es im Anschluss zum Schlussanstieg nach La Loge des Gardes, der auf einer Länge von 6,7 Kilometern eine Durchschnittssteigung von 7,1 % aufwies. Im Ziel wurde eine Bergwertung der 1. Kategorie abgenommen.
| \| Etappenergebnis \| Etappenergebnis \| Etappenergebnis \| Etappenergebnis \| Etappenergebnis \| \| Fahrer \| Fahrer \| Land \| Team \| Zeit \| \| --------------- \| ---------------------- \| ---------------------- \| ------------------ \| --------------- \| \| 1. \| Tadej Pogačar \| Slowenien \| UAE Team Emirates \| 4 h 01 min 17 s \| \| 2. \| David Gaudu \| Frankreich \| Groupama-FDJ \| + 1 s \| \| 3. \| Gino Mäder \| Schweiz \| Bahrain Victorious \| + 34 s \| \| 4. \| Aurélien Paret-Peintre \| Frankreich \| AG2R Citroën Team \| + 42 s \| \| 5. \| Kévin Vauquelin \| Frankreich \| Arkéa-Samsic \| + 43 s \| \| 6. \| Jonas Vingegaard \| Dänemark \| Jumbo-Visma \| + 43 s \| \| 7. \| Romain Bardet \| Frankreich \| Team DSM \| + 51 s \| \| 8. \| Daniel Felipe Martínez \| Kolumbien \| Ineos Grenadiers \| + 51 s \| \| 9. \| Simon Yates \| Vereinigtes Königreich \| Team Jayco AlUla \| + 51 s \| \| 10. \| Matteo Jorgenson \| Vereinigte Staaten \| Movistar Team \| + 51 s \| |                        |                        |                    |                 |
| |                        |                        |                    |                 |
| Quelle: ProCyclingStats |                        |                        |                    |                 |
| Etappenergebnis |                        |                        |                    |                 |
| Fahrer | Fahrer                 | Land                   | Team               | Zeit            |
| 1. | Tadej Pogačar          | Slowenien              | UAE Team Emirates  | 4 h 01 min 17 s |
| 2. | David Gaudu            | Frankreich             | Groupama-FDJ       | + 1 s           |
| 3. | Gino Mäder             | Schweiz                | Bahrain Victorious | + 34 s          |
| 4. | Aurélien Paret-Peintre | Frankreich             | AG2R Citroën Team  | + 42 s          |
| 5. | Kévin Vauquelin        | Frankreich             | Arkéa-Samsic       | + 43 s          |
| 6. | Jonas Vingegaard       | Dänemark               | Jumbo-Visma        | + 43 s          |
| 7. | Romain Bardet          | Frankreich             | Team DSM           | + 51 s          |
| 8. | Daniel Felipe Martínez | Kolumbien              | Ineos Grenadiers   | + 51 s          |
| 9. | Simon Yates            | Vereinigtes Königreich | Team Jayco AlUla   | + 51 s          |
| 10. | Matteo Jorgenson       | Vereinigte Staaten     | Movistar Team      | + 51 s          |

| \| Gesamtwertung \| Gesamtwertung \| Gesamtwertung \| Gesamtwertung \| Gesamtwertung \| \| Fahrer \| Fahrer \| Land \| Team \| Zeit \| \| ------------- \| ---------------------- \| ---------------------- \| --------------------- \| ---------------- \| \| 1. \| Tadej Pogačar \| Slowenien \| UAE Team Emirates \| 11 h 55 min 00 s \| \| 2. \| David Gaudu \| Frankreich \| Groupama-FDJ \| + 10 s \| \| 3. \| Jonas Vingegaard \| Dänemark \| Jumbo-Visma \| + 44 s \| \| 4. \| Simon Yates \| Vereinigtes Königreich \| Team Jayco AlUla \| + 56 s \| \| 5. \| Gino Mäder \| Schweiz \| Bahrain Victorious \| + 1 min 19 s \| \| 6. \| Romain Bardet \| Frankreich \| Team DSM \| + 1 min 40 s \| \| 7. \| Daniel Felipe Martínez \| Kolumbien \| Ineos Grenadiers \| + 1 min 40 s \| \| 8. \| Matteo Jorgenson \| Vereinigte Staaten \| Movistar Team \| + 1 min 42 s \| \| 9. \| Neilson Powless \| Vereinigte Staaten \| EF Education-EasyPost \| + 1 min 44 s \| \| 10. \| Matteo Sobrero \| Italien \| Team Jayco AlUla \| + 1 min 54 s \| |                        |                        |                       |                  |
| |                        |                        |                       |                  |
| Quelle: ProCyclingStats |                        |                        |                       |                  |
| Gesamtwertung |                        |                        |                       |                  |
| Fahrer | Fahrer                 | Land                   | Team                  | Zeit             |
| 1. | Tadej Pogačar          | Slowenien              | UAE Team Emirates     | 11 h 55 min 00 s |
| 2. | David Gaudu            | Frankreich             | Groupama-FDJ          | + 10 s           |
| 3. | Jonas Vingegaard       | Dänemark               | Jumbo-Visma           | + 44 s           |
| 4. | Simon Yates            | Vereinigtes Königreich | Team Jayco AlUla      | + 56 s           |
| 5. | Gino Mäder             | Schweiz                | Bahrain Victorious    | + 1 min 19 s     |
| 6. | Romain Bardet          | Frankreich             | Team DSM              | + 1 min 40 s     |
| 7. | Daniel Felipe Martínez | Kolumbien              | Ineos Grenadiers      | + 1 min 40 s     |
| 8. | Matteo Jorgenson       | Vereinigte Staaten     | Movistar Team         | + 1 min 42 s     |
| 9. | Neilson Powless        | Vereinigte Staaten     | EF Education-EasyPost | + 1 min 44 s     |
| 10. | Matteo Sobrero         | Italien                | Team Jayco AlUla      | + 1 min 54 s     |

Etappe 5: Saint-Symphorien-sur-Coise – Saint-Paul-Trois-Châteaux (212,4 km)
Die fünfte Etappe war die längste Etappe der 90. Austragung und führte von Saint-Symphorien-sur-Coise nach Saint-Paul-Trois-Châteaux. Bereits auf den ersten 34,6 Kilometern wurden mit der Côte de Coise (626 m), Côte de l'Aubépin (815 m) und Côte de Trèves (366 m) zwei Bergwertungen der 2. Kategorie und eine Bergwertung der 3. Kategorie abgenommen. Bei Condrieu erreichten die Fahrer das Ufer der Rhone und folgten dieser anschließend für rund 80 Kilometer stromabwärts. Bei La Voulte-sur-Rhône, überquerten sie den Fluss und fuhren in Richtung Osten. Beim Kilometer 159 erreichten sie die Kuppe des Col du Devès (398 m), auf dem ein Zwischensprint ausgefahren wurde. In Fahrtrichtung Süden wurde, 30,9 Kilometer vor dem Ziel mit der Côte d'Aleyrac (486 m) die letzte Bergwertung des Tages überquert. Diese war als Anstieg der 3. Kategorie klassifiziert und wies auf einer Länge von 4,5 Kilometern eine durchschnittliche Steigung von 4,3 % auf. Die letzten Kilometer führten flach über Montségur-sur-Lauzon zum Zielort.
| \| Etappenergebnis \| Etappenergebnis \| Etappenergebnis \| Etappenergebnis \| Etappenergebnis \| \| Fahrer \| Fahrer \| Land \| Team \| Zeit \| \| --------------- \| --------------- \| --------------- \| ------------------------ \| --------------- \| \| 1. \| Olav Kooij \| Niederlande \| Jumbo-Visma \| 5 h 19 min 54 s \| \| 2. \| Mads Pedersen \| Dänemark \| Trek-Segafredo \| + 0 s \| \| 3. \| Tim Merlier \| Belgien \| Soudal Quick-Step \| + 0 s \| \| 4. \| Matteo Trentin \| Italien \| UAE Team Emirates \| + 0 s \| \| 5. \| Max Kanter \| Deutschland \| Movistar Team \| + 0 s \| \| 6. \| Bryan Coquard \| Frankreich \| Cofidis \| + 0 s \| \| 7. \| Sam Bennett \| Irland \| Bora-Hansgrohe \| + 0 s \| \| 8. \| Arne Marit \| Belgien \| Intermarché-Circus-Wanty \| + 0 s \| \| 9. \| Hugo Page \| Frankreich \| Intermarché-Circus-Wanty \| + 0 s \| \| 10. \| Cees Bol \| Niederlande \| Astana Qazaqstan Team \| + 0 s \| |                |             |                          |                 |
| |                |             |                          |                 |
| Quelle: ProCyclingStats |                |             |                          |                 |
| Etappenergebnis |                |             |                          |                 |
| Fahrer | Fahrer         | Land        | Team                     | Zeit            |
| 1. | Olav Kooij     | Niederlande | Jumbo-Visma              | 5 h 19 min 54 s |
| 2. | Mads Pedersen  | Dänemark    | Trek-Segafredo           | + 0 s           |
| 3. | Tim Merlier    | Belgien     | Soudal Quick-Step        | + 0 s           |
| 4. | Matteo Trentin | Italien     | UAE Team Emirates        | + 0 s           |
| 5. | Max Kanter     | Deutschland | Movistar Team            | + 0 s           |
| 6. | Bryan Coquard  | Frankreich  | Cofidis                  | + 0 s           |
| 7. | Sam Bennett    | Irland      | Bora-Hansgrohe           | + 0 s           |
| 8. | Arne Marit     | Belgien     | Intermarché-Circus-Wanty | + 0 s           |
| 9. | Hugo Page      | Frankreich  | Intermarché-Circus-Wanty | + 0 s           |
| 10. | Cees Bol       | Niederlande | Astana Qazaqstan Team    | + 0 s           |

| \| Gesamtwertung \| Gesamtwertung \| Gesamtwertung \| Gesamtwertung \| Gesamtwertung \| \| Fahrer \| Fahrer \| Land \| Team \| Zeit \| \| ------------- \| ---------------------- \| ---------------------- \| --------------------- \| ---------------- \| \| 1. \| Tadej Pogačar \| Slowenien \| UAE Team Emirates \| 17 h 14 min 52 s \| \| 2. \| David Gaudu \| Frankreich \| Groupama-FDJ \| + 6 s \| \| 3. \| Jonas Vingegaard \| Dänemark \| Jumbo-Visma \| + 46 s \| \| 4. \| Simon Yates \| Vereinigtes Königreich \| Team Jayco AlUla \| + 58 s \| \| 5. \| Gino Mäder \| Schweiz \| Bahrain Victorious \| + 1 min 21 s \| \| 6. \| Romain Bardet \| Frankreich \| Team DSM \| + 1 min 42 s \| \| 7. \| Daniel Felipe Martínez \| Kolumbien \| Ineos Grenadiers \| + 1 min 42 s \| \| 8. \| Matteo Jorgenson \| Vereinigte Staaten \| Movistar Team \| + 1 min 44 s \| \| 9. \| Neilson Powless \| Vereinigte Staaten \| EF Education-EasyPost \| + 1 min 46 s \| \| 10. \| Matteo Sobrero \| Italien \| Team Jayco AlUla \| + 1 min 56 s \| |                        |                        |                       |                  |
| |                        |                        |                       |                  |
| Quelle: ProCyclingStats |                        |                        |                       |                  |
| Gesamtwertung |                        |                        |                       |                  |
| Fahrer | Fahrer                 | Land                   | Team                  | Zeit             |
| 1. | Tadej Pogačar          | Slowenien              | UAE Team Emirates     | 17 h 14 min 52 s |
| 2. | David Gaudu            | Frankreich             | Groupama-FDJ          | + 6 s            |
| 3. | Jonas Vingegaard       | Dänemark               | Jumbo-Visma           | + 46 s           |
| 4. | Simon Yates            | Vereinigtes Königreich | Team Jayco AlUla      | + 58 s           |
| 5. | Gino Mäder             | Schweiz                | Bahrain Victorious    | + 1 min 21 s     |
| 6. | Romain Bardet          | Frankreich             | Team DSM              | + 1 min 42 s     |
| 7. | Daniel Felipe Martínez | Kolumbien              | Ineos Grenadiers      | + 1 min 42 s     |
| 8. | Matteo Jorgenson       | Vereinigte Staaten     | Movistar Team         | + 1 min 44 s     |
| 9. | Neilson Powless        | Vereinigte Staaten     | EF Education-EasyPost | + 1 min 46 s     |
| 10. | Matteo Sobrero         | Italien                | Team Jayco AlUla      | + 1 min 56 s     |

Etappe 6: Tourves – La Colle-sur-Loup (197,4 km)
Die sechste Etappe hätte in Tourves starten und über einen hügligen Parcours nach La Colle-sur-Loup führen sollen. Unmittelbar nach dem Start wäre die Auffahrt auf die Côte de Roquebrussanne (417 m), die als Bergwertung der 3. Kategorie klassifiziert war, erfolgt. Über Brignoles und Lorgues hätte es anschließend nach Draguignan gehen sollen, wo die Fahrer nach 78,1 Kilometern den Fuß der Côte des Tuilières (396 m) erreicht hätten. Diese 2,3 Kilometer lange Steigung war als Anstieg der 2. Kategorie klassifiziert, wobei maximale Steigungsprozente von bis zu 15 % erreicht wurden. Auf welligem Terrain wäre es anschließend in Richtung Westen gegangen, ehe nach 112,2 gefahrenen Kilometern mit der Côte de Callian (373 m) ein weiterer Anstieg der 3. Kategorie erreicht worden wäre. Wenige Kilometer später hätte mit der Côte de Cabris (549 m) eine Bergwertung der 2. Kategorie überquert werden sollen, die Steigungsprozente von bis zu 20 % aufwies. Über Grasse wäre es weiter zum Zielort La Colle-sur-Loup gegangen, wo 30,5 Kilometer vor dem Ziel die erste Zielpassage erfolgt wäre. Anschließend hätte der Anstieg der Côte de La Colle-sur-Loup (273 m) über die Chemin de l'Avencq gefolgt. Diese Bergwertung der 2. Kategorie war 1,8 Kilometer lang und wies eine durchschnittliche Steigung von 10 %, mit Rampen von bis zu 19 %, auf. Nach der Bergwertung stieg die Straße weiter an und hätte nach Tourrettes-sur-Loup geführt, wo 21,1 Kilometer vor dem Ziel ein Zwischensprint ausgefahren worden wäre. Nach einer längeren Abfahrt hätten die letzten Kilometer flach ins Ziel geführt.
Etappe 7: Nizza – Col de la Couillole (142,9 km)
Die siebte Etappe startete in Nizza und endet auf der Passhöhe des Col de la Couillole (1678 m), dem höchsten Punkt der 90. Austragung. Auf den ersten Kilometern führte die Strecke von der Mittelmeerküste entlang des Var in die Seealpen. Bei Gattières wurde ein kleiner nicht-kategorisierter Anstieg befahren, ehe es über Le Broc zum Einstieg der Côte de Tourette-du-Château (948 m) ging. Diese war 17,8 Kilometer lang und wies eine durchschnittliche Steigung von 4,6 % auf. Nachdem die Bergwertung der 1. Kategorie nach 48,9 gefahrenen Kilometern passiert wurde, stieg die Straße für weitere 14,5 Kilometer an, ehe bei Ascros eine längere Abfahrt folgte. Im Tal folgten die Fahrer dem Var stromabwärts und fuhren von Puget-Théniers nach Villars-sur-Var, wo nach 98,8 Kilometern ein Zwischensprint ausgefahren wurde. Über Tournefort gelangten sie anschließend ins Vallée de la Tinée, das bis Saint-Sauveur-sur-Tinée befahren wurde. Nun folgte der 15,7 Kilometer lange Schlussanstieg auf den Col de la Couillole, der eine durchschnittliche Steigung von 7,1 % aufwies. Der Pass war als Bergwertung der 1. Kategorie klassifiziert.
| \| Etappenergebnis \| Etappenergebnis \| Etappenergebnis \| Etappenergebnis \| Etappenergebnis \| \| Fahrer \| Fahrer \| Land \| Team \| Zeit \| \| --------------- \| ---------------- \| ---------------------- \| --------------------- \| --------------- \| \| 1. \| Tadej Pogačar \| Slowenien \| UAE Team Emirates \| 3 h 56 min 08 s \| \| 2. \| David Gaudu \| Frankreich \| Groupama-FDJ \| + 2 s \| \| 3. \| Jonas Vingegaard \| Dänemark \| Jumbo-Visma \| + 6 s \| \| 4. \| Simon Yates \| Vereinigtes Königreich \| Team Jayco AlUla \| + 19 s \| \| 5. \| Neilson Powless \| Vereinigte Staaten \| EF Education-EasyPost \| + 24 s \| \| 6. \| Gino Mäder \| Schweiz \| Bahrain Victorious \| + 28 s \| \| 7. \| Romain Bardet \| Frankreich \| Team DSM \| + 30 s \| \| 8. \| Pavel Sivakov \| Frankreich \| Ineos Grenadiers \| + 38 s \| \| 9. \| Matteo Jorgenson \| Vereinigte Staaten \| Movistar Team \| + 38 s \| \| 10. \| Pierre Latour \| Frankreich \| TotalEnergies \| + 53 s \| |                  |                        |                       |                 |
| |                  |                        |                       |                 |
| Quelle: ProCyclingStats |                  |                        |                       |                 |
| Etappenergebnis |                  |                        |                       |                 |
| Fahrer | Fahrer           | Land                   | Team                  | Zeit            |
| 1. | Tadej Pogačar    | Slowenien              | UAE Team Emirates     | 3 h 56 min 08 s |
| 2. | David Gaudu      | Frankreich             | Groupama-FDJ          | + 2 s           |
| 3. | Jonas Vingegaard | Dänemark               | Jumbo-Visma           | + 6 s           |
| 4. | Simon Yates      | Vereinigtes Königreich | Team Jayco AlUla      | + 19 s          |
| 5. | Neilson Powless  | Vereinigte Staaten     | EF Education-EasyPost | + 24 s          |
| 6. | Gino Mäder       | Schweiz                | Bahrain Victorious    | + 28 s          |
| 7. | Romain Bardet    | Frankreich             | Team DSM              | + 30 s          |
| 8. | Pavel Sivakov    | Frankreich             | Ineos Grenadiers      | + 38 s          |
| 9. | Matteo Jorgenson | Vereinigte Staaten     | Movistar Team         | + 38 s          |
| 10. | Pierre Latour    | Frankreich             | TotalEnergies         | + 53 s          |

| \| Gesamtwertung \| Gesamtwertung \| Gesamtwertung \| Gesamtwertung \| Gesamtwertung \| \| Fahrer \| Fahrer \| Land \| Team \| Zeit \| \| ------------- \| ---------------- \| ---------------------- \| --------------------- \| ---------------- \| \| 1. \| Tadej Pogačar \| Slowenien \| UAE Team Emirates \| 21 h 10 min 50 s \| \| 2. \| David Gaudu \| Frankreich \| Groupama-FDJ \| + 12 s \| \| 3. \| Jonas Vingegaard \| Dänemark \| Jumbo-Visma \| + 58 s \| \| 4. \| Simon Yates \| Vereinigtes Königreich \| Team Jayco AlUla \| + 1 min 27 s \| \| 5. \| Gino Mäder \| Schweiz \| Bahrain Victorious \| + 1 min 59 s \| \| 6. \| Neilson Powless \| Vereinigte Staaten \| EF Education-EasyPost \| + 2 min 20 s \| \| 7. \| Romain Bardet \| Frankreich \| Team DSM \| + 2 min 22 s \| \| 8. \| Matteo Jorgenson \| Vereinigte Staaten \| Movistar Team \| + 2 min 32 s \| \| 9. \| Pavel Sivakov \| Frankreich \| Ineos Grenadiers \| + 3 min 08 s \| \| 10. \| Pierre Latour \| Frankreich \| TotalEnergies \| + 3 min 17 s \| |                  |                        |                       |                  |
| |                  |                        |                       |                  |
| Quelle: ProCyclingStats |                  |                        |                       |                  |
| Gesamtwertung |                  |                        |                       |                  |
| Fahrer | Fahrer           | Land                   | Team                  | Zeit             |
| 1. | Tadej Pogačar    | Slowenien              | UAE Team Emirates     | 21 h 10 min 50 s |
| 2. | David Gaudu      | Frankreich             | Groupama-FDJ          | + 12 s           |
| 3. | Jonas Vingegaard | Dänemark               | Jumbo-Visma           | + 58 s           |
| 4. | Simon Yates      | Vereinigtes Königreich | Team Jayco AlUla      | + 1 min 27 s     |
| 5. | Gino Mäder       | Schweiz                | Bahrain Victorious    | + 1 min 59 s     |
| 6. | Neilson Powless  | Vereinigte Staaten     | EF Education-EasyPost | + 2 min 20 s     |
| 7. | Romain Bardet    | Frankreich             | Team DSM              | + 2 min 22 s     |
| 8. | Matteo Jorgenson | Vereinigte Staaten     | Movistar Team         | + 2 min 32 s     |
| 9. | Pavel Sivakov    | Frankreich             | Ineos Grenadiers      | + 3 min 08 s     |
| 10. | Pierre Latour    | Frankreich             | TotalEnergies         | + 3 min 17 s     |

Etappe 8: Nizza – Nizza (115,6 km)
Die achte und letzte Etappe startete und endete in Nizza und führte über mehrere Anstiege durch die naheliegenden Seealpen. Auf den ersten rund 50 Kilometern wurden mit der Côte de Levens (477 m), der Côte de Chateauneuf (633 m) und der Côte de Berre-les-Alpes (603 m) drei Bergwertungen der 2. Kategorie überquert. Auf der zweiten Hälfte der Strecke wurde zunächst die Côte de Peille (653 m) beim Kilometer 68,7 überquert. Diese war als Bergwertung der 1. Kategorie klassifiziert und wies auf einer Länge von 6,6 Kilometern eine durchschnittliche Steigung von 6,8 % auf. Im Anschluss folgte eine längere flache Abfahrt mit mehreren Gegensteigungen, die über La Turbie nach Èze zum Zwischensprint führte. Die weitere Abfahrt führte zurück nach Nizza, ehe der Col d'Eze (490 m) über den Boulevard des 2 Corniches und den Col des Quatre Chemins (335 m) in Angriff genommen wurde. Dieser letzte Anstieg war als Bergwertung der 1. Kategorie klassifiziert und führte über sechs Kilometer mit einer Durchschnittsteigung von 7,6 %. Im unteren Teil wurden zudem Kilometerschnitt von rund 13 % mit Rampen von bis zu 16 % erreicht. Nachdem die Kuppe 15,3 Kilometer vor dem Ziel erreicht wurde, folgte zunächst eine technisch anspruchsvolle Abfahrt nach Èze, ehe es auf der breiten M6007 erneut nach Nizza ging. Diesmal führte die Strecke jedoch zur Promenade des Anglais, wo sich das Ziel unweit des Jardin Albert 1er befand.
| \| Etappenergebnis \| Etappenergebnis \| Etappenergebnis \| Etappenergebnis \| Etappenergebnis \| \| Fahrer \| Fahrer \| Land \| Team \| Zeit \| \| --------------- \| ---------------- \| ---------------------- \| --------------------- \| --------------- \| \| 1. \| Tadej Pogačar \| Slowenien \| UAE Team Emirates \| 2 h 51 min 02 s \| \| 2. \| Jonas Vingegaard \| Dänemark \| Jumbo-Visma \| + 33 s \| \| 3. \| David Gaudu \| Frankreich \| Groupama-FDJ \| + 33 s \| \| 4. \| Simon Yates \| Vereinigtes Königreich \| Team Jayco AlUla \| + 33 s \| \| 5. \| Matteo Jorgenson \| Vereinigte Staaten \| Movistar Team \| + 33 s \| \| 6. \| Neilson Powless \| Vereinigte Staaten \| EF Education-EasyPost \| + 43 s \| \| 7. \| Pavel Sivakov \| Frankreich \| Ineos Grenadiers \| + 43 s \| \| 8. \| Romain Bardet \| Frankreich \| Team DSM \| + 43 s \| \| 9. \| Jack Haig \| Australien \| Bahrain Victorious \| + 43 s \| \| 10. \| Gino Mäder \| Schweiz \| Bahrain Victorious \| + 43 s \| |                  |                        |                       |                 |
| |                  |                        |                       |                 |
| Quelle: ProCyclingStats |                  |                        |                       |                 |
| Etappenergebnis |                  |                        |                       |                 |
| Fahrer | Fahrer           | Land                   | Team                  | Zeit            |
| 1. | Tadej Pogačar    | Slowenien              | UAE Team Emirates     | 2 h 51 min 02 s |
| 2. | Jonas Vingegaard | Dänemark               | Jumbo-Visma           | + 33 s          |
| 3. | David Gaudu      | Frankreich             | Groupama-FDJ          | + 33 s          |
| 4. | Simon Yates      | Vereinigtes Königreich | Team Jayco AlUla      | + 33 s          |
| 5. | Matteo Jorgenson | Vereinigte Staaten     | Movistar Team         | + 33 s          |
| 6. | Neilson Powless  | Vereinigte Staaten     | EF Education-EasyPost | + 43 s          |
| 7. | Pavel Sivakov    | Frankreich             | Ineos Grenadiers      | + 43 s          |
| 8. | Romain Bardet    | Frankreich             | Team DSM              | + 43 s          |
| 9. | Jack Haig        | Australien             | Bahrain Victorious    | + 43 s          |
| 10. | Gino Mäder       | Schweiz                | Bahrain Victorious    | + 43 s          |

| Etappenergebnis | Etappenergebnis  | Etappenergebnis        | Etappenergebnis       | Etappenergebnis |
| Fahrer          | Fahrer           | Land                   | Team                  | Zeit            |
| --------------- | ---------------- | ---------------------- | --------------------- | --------------- |
| 1.              | Tadej Pogačar    | Slowenien              | UAE Team Emirates     | 2 h 51 min 02 s |
| 2.              | Jonas Vingegaard | Dänemark               | Jumbo-Visma           | + 33 s          |
| 3.              | David Gaudu      | Frankreich             | Groupama-FDJ          | + 33 s          |
| 4.              | Simon Yates      | Vereinigtes Königreich | Team Jayco AlUla      | + 33 s          |
| 5.              | Matteo Jorgenson | Vereinigte Staaten     | Movistar Team         | + 33 s          |
| 6.              | Neilson Powless  | Vereinigte Staaten     | EF Education-EasyPost | + 43 s          |
| 7.              | Pavel Sivakov    | Frankreich             | Ineos Grenadiers      | + 43 s          |
| 8.              | Romain Bardet    | Frankreich             | Team DSM              | + 43 s          |
| 9.              | Jack Haig        | Australien             | Bahrain Victorious    | + 43 s          |
| 10.             | Gino Mäder       | Schweiz                | Bahrain Victorious    | + 43 s          |

## Endstände
| \| Gesamtwertung \| Gesamtwertung \| Gesamtwertung \| Gesamtwertung \| Gesamtwertung \| \| Fahrer \| Fahrer \| Land \| Team \| Zeit \| \| ------------- \| ---------------- \| ---------------------- \| --------------------- \| ---------------- \| \| 1. \| Tadej Pogačar \| Slowenien \| UAE Team Emirates \| 24 h 01 min 38 s \| \| 2. \| David Gaudu \| Frankreich \| Groupama-FDJ \| + 53 s \| \| 3. \| Jonas Vingegaard \| Dänemark \| Jumbo-Visma \| + 1 min 39 s \| \| 4. \| Simon Yates \| Vereinigtes Königreich \| Team Jayco AlUla \| + 2 min 14 s \| \| 5. \| Gino Mäder \| Schweiz \| Bahrain Victorious \| + 2 min 56 s \| \| 6. \| Neilson Powless \| Vereinigte Staaten \| EF Education-EasyPost \| + 3 min 17 s \| \| 7. \| Romain Bardet \| Frankreich \| Team DSM \| + 3 min 19 s \| \| 8. \| Matteo Jorgenson \| Vereinigte Staaten \| Movistar Team \| + 3 min 19 s \| \| 9. \| Pavel Sivakov \| Frankreich \| Ineos Grenadiers \| + 4 min 05 s \| \| 10. \| Jack Haig \| Australien \| Bahrain Victorious \| + 4 min 56 s \| |                  |                        |                       |                  |
| |                  |                        |                       |                  |
| Quelle: ProCyclingStats |                  |                        |                       |                  |
| Gesamtwertung |                  |                        |                       |                  |
| Fahrer | Fahrer           | Land                   | Team                  | Zeit             |
| 1. | Tadej Pogačar    | Slowenien              | UAE Team Emirates     | 24 h 01 min 38 s |
| 2. | David Gaudu      | Frankreich             | Groupama-FDJ          | + 53 s           |
| 3. | Jonas Vingegaard | Dänemark               | Jumbo-Visma           | + 1 min 39 s     |
| 4. | Simon Yates      | Vereinigtes Königreich | Team Jayco AlUla      | + 2 min 14 s     |
| 5. | Gino Mäder       | Schweiz                | Bahrain Victorious    | + 2 min 56 s     |
| 6. | Neilson Powless  | Vereinigte Staaten     | EF Education-EasyPost | + 3 min 17 s     |
| 7. | Romain Bardet    | Frankreich             | Team DSM              | + 3 min 19 s     |
| 8. | Matteo Jorgenson | Vereinigte Staaten     | Movistar Team         | + 3 min 19 s     |
| 9. | Pavel Sivakov    | Frankreich             | Ineos Grenadiers      | + 4 min 05 s     |
| 10. | Jack Haig        | Australien             | Bahrain Victorious    | + 4 min 56 s     |

| Punktewertung | Punktewertung       | Punktewertung          | Punktewertung         | Punktewertung |
| Fahrer        | Fahrer              | Land                   | Team                  | Punkte        |
| ------------- | ------------------- | ---------------------- | --------------------- | ------------- |
| 1.            | Tadej Pogačar       | Slowenien              | UAE Team Emirates     | 65 P.         |
| 2.            | David Gaudu         | Frankreich             | Groupama-FDJ          | 41 P.         |
| 3.            | Olav Kooij          | Niederlande            | Jumbo-Visma           | 34 P.         |
| 4.            | Jonas Vingegaard    | Dänemark               | Jumbo-Visma           | 26 P.         |
| 5.            | Simon Yates         | Vereinigtes Königreich | Team Jayco AlUla      | 16 P.         |
| 6.            | Gino Mäder          | Schweiz                | Bahrain Victorious    | 15 P.         |
| 7.            | Neilson Powless     | Vereinigte Staaten     | EF Education-EasyPost | 11 P.         |
| 8.            | Romain Bardet       | Frankreich             | Team DSM              | 11 P.         |
| 9.            | Matteo Jorgenson    | Vereinigte Staaten     | Movistar Team         | 9 P.          |
| 10.           | Magnus Cort Nielsen | Dänemark               | EF Education-EasyPost | 9 P.          |

| Bergwertung | Bergwertung      | Bergwertung | Bergwertung            | Bergwertung |
| Fahrer      | Fahrer           | Land        | Team                   | Punkte      |
| ----------- | ---------------- | ----------- | ---------------------- | ----------- |
| 1.          | Jonas Gregaard   | Dänemark    | Uno-X Pro Cycling Team | 45 P.       |
| 2.          | Tadej Pogačar    | Slowenien   | UAE Team Emirates      | 32 P.       |
| 3.          | David Gaudu      | Frankreich  | Groupama-FDJ           | 15 P.       |
| 4.          | Pascal Eenkhoorn | Niederlande | Lotto Dstny            | 11 P.       |
| 5.          | Wout Poels       | Niederlande | Bahrain Victorious     | 10 P.       |
| 6.          | David de la Cruz | Spanien     | Astana Qazaqstan Team  | 9 P.        |
| 7.          | Sandy Dujardin   | Frankreich  | TotalEnergies          | 8 P.        |
| 8.          | Jonas Vingegaard | Dänemark    | Jumbo-Visma            | 5 P.        |
| 9.          | Oliver Naesen    | Belgien     | AG2R Citroën Team      | 5 P.        |
| 10.         | Anders Skaarseth | Norwegen    | Uno-X Pro Cycling Team | 5 P.        |

| Nachwuchswertung | Nachwuchswertung    | Nachwuchswertung   | Nachwuchswertung       | Nachwuchswertung |
| Fahrer           | Fahrer              | Land               | Team                   | Zeit             |
| ---------------- | ------------------- | ------------------ | ---------------------- | ---------------- |
| 1.               | Tadej Pogačar       | Slowenien          | UAE Team Emirates      | 24 h 01 min 38 s |
| 2.               | Matteo Jorgenson    | Vereinigte Staaten | Movistar Team          | + 3 min 19 s     |
| 3.               | Kévin Vauquelin     | Frankreich         | Arkéa-Samsic           | + 14 min 52 s    |
| 4.               | Michel Ries         | Luxemburg          | Arkéa-Samsic           | + 35 min 50 s    |
| 5.               | Anthon Charmig      | Dänemark           | Uno-X Pro Cycling Team | + 41 min 20 s    |
| 6.               | Kevin Vermaerke     | Vereinigte Staaten | Team DSM               | + 43 min 04 s    |
| 7.               | Clément Champoussin | Frankreich         | Arkéa-Samsic           | + 43 min 16 s    |
| 8.               | Matis Louvel        | Frankreich         | Arkéa-Samsic           | + 51 min 26 s    |
| 9.               | Matthew Dinham      | Australien         | Team DSM               | + 51 min 48 s    |
| 10.              | Brent Van Moer      | Belgien            | Lotto Dstny            | + 51 min 48 s    |

| Mannschaftswertung | Mannschaftswertung       | Mannschaftswertung     | Mannschaftswertung |
| Team               | Team                     | Land                   | Zeit               |
| ------------------ | ------------------------ | ---------------------- | ------------------ |
| 1.                 | Team Jayco AlUla         | Australien             | 71 h 18 min 58 s   |
| 2.                 | Bahrain Victorious       | Bahrain                | + 10 min 12 s      |
| 3.                 | Groupama-FDJ             | Frankreich             | + 16 min 43 s      |
| 4.                 | AG2R Citroën Team        | Frankreich             | + 20 min 19 s      |
| 5.                 | Jumbo-Visma              | Niederlande            | + 32 min 09 s      |
| 6.                 | Ineos Grenadiers         | Vereinigtes Königreich | + 34 min 02 s      |
| 7.                 | Movistar Team            | Spanien                | + 40 min 51 s      |
| 8.                 | Intermarché-Circus-Wanty | Belgien                | + 48 min 01 s      |
| 9.                 | Astana Qazaqstan Team    | Kasachstan             | + 49 min 33 s      |
| 10.                | Team DSM                 | Niederlande            | + 51 min 16 s      |

## Wertungen im Verlauf
| Etappe         | Etappensieger  | Gesamtwertung       | Punktewertung | Bergwertung     | Nachwuchswertung | Teamwertung           | aktivster Fahrer |
| -------------- | -------------- | ------------------- | ------------- | --------------- | ---------------- | --------------------- | ---------------- |
| 1              | Tim Merlier    | Tim Merlier         | Tim Merlier   | Neilson Powless | Tadej Pogačar    | Trek-Segafredo        | Paul Ourselin    |
| 2              | Mads Pedersen  | Mads Pedersen       | Mads Pedersen | Jonas Gregaard  | Tadej Pogačar    | EF Education-EasyPost | Jonas Gregaard   |
| 3              | Jumbo-Visma    | Magnus Cort Nielsen | Mads Pedersen | Jonas Gregaard  | Kelland O’Brien  | Jumbo-Visma           | nicht vergeben   |
| 4              | Tadej Pogačar  | Tadej Pogačar       | Tadej Pogačar | Jonas Gregaard  | Tadej Pogačar    | Jayco AlUla           | Lilian Calmejane |
| 5              | Olav Kooij     | Tadej Pogačar       | Mads Pedersen | Jonas Gregaard  | Tadej Pogačar    | Jayco AlUla           | Sandy Dujardin   |
| 6              | Etappe abgeagt | Tadej Pogačar       | Mads Pedersen | Jonas Gregaard  | Tadej Pogačar    | Jayco AlUla           | nicht vergeben   |
| 7              | Tadej Pogačar  | Tadej Pogačar       | Tadej Pogačar | Jonas Gregaard  | Tadej Pogačar    | Jayco AlUla           | Kobe Goossens    |
| 8              | Tadej Pogačar  | Tadej Pogačar       | Tadej Pogačar | Jonas Gregaard  | Tadej Pogačar    | Jayco AlUla           | Wout Poels       |
| Wertungssieger | Wertungssieger | Tadej Pogačar       | Tadej Pogačar | Jonas Gregaard  | Tadej Pogačar    | Jayco AlUla           | nicht vergeben   |